# Miranda do Corvo (freguesia)
Miranda do Corvo es una freguesia portuguesa del concelho de Miranda do Corvo, con 46,61 km² de superficie y 7.140 habitantes (2001). Su densidad de población es de 153,2 hab/km².